# Militärische Spitzengliederung der Bundeswehr
Die militärische Spitzengliederung der Bundeswehr wird durch die Dienstgradgruppe Generale besetzt.

## Spitzendienstposten Bundesministerium der Verteidigung und Bundeswehr
Als Spitzenposition in der Bundeswehr enthält diese Liste den Generalinspekteur der Bundeswehr und die Inspekteure sowie deren Stellvertreter, die militärischen Abteilungsleiter im Bundesministerium der Verteidigung sowie alle Kommandeure/Befehlshaber der Besoldungsgruppe B 9.
| Dienstposten | Dienstposten                          | Dienstposten         | Inhaber             | Inhaber       | Inhaber       | Inhaber |
| Bezeichnung | Teilstreitkraft/ Organisationsbereich | Dienstgrad           | Name                | Geburtstag    | Dienstantritt |         |
| --- | ------------------------------------- | -------------------- | ------------------- | ------------- | ------------- | ------- |
| Generalinspekteur der Bundeswehr                                                                                              | BMVg                                  | General              | Carsten Breuer      | 1. Dez. 1964  | 17. März 2023 |         |
| Stellvertreter des Generalinspekteurs der Bundeswehr                                                                          | BMVg                                  | Generaloberstabsarzt | Nicole Schilling    | 3. Juli 1974  | 4. Aug. 2025  |         |
| Abteilungsleiter Cyber/Informationstechnik im Bundesministerium der Verteidigung                                              | BMVg                                  | Generalleutnant      | Michael Vetter      | 3. Dez. 1962  | 8. Apr. 2019  |         |
| Abteilungsleiter Militärstrategie, Einsatz und Operationen im Bundesministerium der Verteidigung                              | BMVg                                  | Generalleutnant      | Gunter Schneider    | 8. Aug. 1964  | 16. Dez. 2021 |         |
| Abteilungsleiter Planung im Bundesministerium der Verteidigung                                                                | BMVg                                  | Generalleutnant      | Gert Nultsch        | 25. Jan. 1961 | 2022          |         |
| Abteilungsleiter Rüstung im Bundesministerium der Verteidigung                                                                | BMVg                                  | Vizeadmiral          | Carsten Stawitzki   | 29. März 1966 | 9. Mai 2018   |         |
| Inspekteur des Heeres | Heer                                  | Generalleutnant      | Alfons Mais         | 24. Apr. 1962 | 13. Feb. 2020 |         |
| Kommandeur Feldheer im Kommando Heer                                                                                          | Heer                                  | Generalleutnant      | Harald Gante        | 5. Juni 1963  | 23. März 2023 |         |
| Stellvertreter des Inspekteurs des Heeres und Kommandeur Militärische Grundorganisation im Kommando Heer                      | Heer                                  | Generalleutnant      | Andreas Marlow      | 29. Mai 1963  | März 2022     |         |
| Inspekteur der Luftwaffe | Luftwaffe                             | Generalleutnant      | Holger Neumann      | 10. Sep. 1968 | 27. Mai 2025  |         |
| Stellvertreter des Inspekteurs der Luftwaffe                                                                                  | Luftwaffe                             | Generalleutnant      | Lutz Kohlhaus       | 14. Mai 1961  | 1. Juli 2023  |         |
| Kommandeur Zentrum Luftoperationen und Executive Director Joint Air Power Competence Centre in Kalkar                         | Luftwaffe                             | Generalleutnant      | Thorsten Poschwatta | 18. Aug. 1961 | 17. Dez. 2021 |         |
| Kommandierender General Luftwaffentruppenkommando                                                                             | Luftwaffe                             | Generalleutnant      | Günter Katz         | 29. Aug. 1962 | 1. Apr. 2021  |         |
| Inspekteur der Marine | Marine                                | Vizeadmiral          | Jan Christian Kaack | 24. Dez. 1962 | 11. März 2022 |         |
| Stellvertreter des Inspekteurs der Marine und Befehlshaber der Flotte und Unterstützungskräfte                                | Marine                                | Vizeadmiral          | Frank Martin Lenski | 13. Dez. 1961 | 11. März 2022 |         |
| Inspekteur Cyber- und Informationsraum                                                                                        | Cyber- und Informationsraum           | Vizeadmiral          | Thomas Daum         | 17. Juli 1962 | 25. Sep. 2020 |         |
| Stellvertreter des Inspekteurs Cyber- und Informationsraum                                                                    | Cyber- und Informationsraum           | Generalmajor         | Jürgen Setzer       | 5. Okt. 1960  | 1. Apr. 2018  |         |
| Befehlshaber Unterstützungskommando der Bundeswehr                                                                            | UstgKdoBw                             | Generalleutnant      | Gerald Funke        | 15. Feb. 1964 | 1. Okt. 2024  |         |
| Stellvertretender Befehlshaber Unterstützungskommando der Bundeswehr und Befehlshaber Zentraler Sanitätsdienst der Bundeswehr | UStgKdoBw                             | Generaloberstabsarzt | Ralf Hoffmann       | 16. Mai 1964  | 1. Okt. 2024  |         |
| Befehlshaber Multinationales Kommando Operative Führung                                                                       | UStgKdoBw                             | Generalleutnant      | Kai Rohrschneider   | 4. März 1964  | 1. Okt. 2024  |         |
| Befehlshaber Operatives Führungskommando der Bundeswehr                                                                       | OpFüKdoBw                             | Generalleutnant      | Alexander Sollfrank | 7. Dez. 1966  | 1. Okt. 2024  |         |
| Stellvertretender Befehlshaber Operatives Führungskommando der Bundeswehr                                                     | OpFüKdoBw                             | Generalleutnant      | André Bodemann      | 13. Aug. 1965 | 1. Apr. 2025  |         |

## Deutsche Generale und Admirale innerhalb der NATO
Gemäß dem „Peacetime Establishment“ (etwa „Friedens-Stellenplan“) der NATO werden folgende Spitzendienstposten durch Deutschland besetzt:
- Chef des Stabes von SHAPE
- Eine Planstelle B 10 wechselseitig für den Oberbefehlshaber Allied Joint Force Command Brunssum oder den Stellvertretenden Oberkommandierenden Allied Command Transformation.
- Kommandeur Joint Support and Enabling Command

Darüber hinaus entsendet Deutschland seinen
- Militärischen Vertreter (DMV) in den NATO-Militärausschuss und in den EU-Militärausschuss.

Gemäß dem Einzelplan 14 des Haushaltsplanes der Bundesrepublik Deutschland 2017 können darüber hinaus folgende Stellen innerhalb der NATO-Kommandostruktur mit einem deutschen Offizier besetzt werden:
- Eine Planstelle wechselseitig für den Kommandierenden General des Eurokorps oder den Stellvertretenden Kommandierenden General oder den Chef des Stabes dieser Kommandobehörde.
- Eine Planstelle wechselseitig für den Kommandierenden General des „Multinational Corps Northeast“ oder den Stellvertretenden Kommandierenden General oder den Chef des Stabes dieser Kommandobehörde.
- Eine Planstelle wechselseitig für den Kommandierenden General des I. Deutsch-Niederländisches Corps oder den Stellvertretenden Kommandierenden General dieser Kommandobehörde.
- Eine Planstelle wechselseitig für den Chef des Stabes (COS) der Alliierten Luftstreitkräfte oder den Stellvertretenden Chef des Stabes für Operationen (DCOS OPS) dieser Kommandobehörde.
- Eine Planstelle wechselseitig für den Kommandeur der NATO-Frühwarnflotte bei SHAPE oder den Kommandeur des NATO-AEW-Verbandes (E-3A).

Ein Planstelleninhaber B 9 ist beurlaubt für den zivilen Internationalen Stab (IS) der NATO.
Die Liste umfasst darüber hinaus Dienstposten in der NATO, die mit deutschen Generalen/Admiralen besetzt sind.
| Dienstposten | Dienstgrad        | Inhaber           | Geburtstag    | NATO/EU/multinationales Korps | Dienstantritt |
| --- | ----------------- | ----------------- | ------------- | ----------------------------- | ------------- |
| Chief of Staff SHAPE, Mons, Belgien                                                                                   | General           | Markus Laubenthal | 4. Dez. 1962  | NATO                          | 24. Sep. 2024 |
| Befehlshaber des Allied Joint Force Command Brunssum, Brunssum, Niederlande                                           | General           | Ingo Gerhartz     | 9. Dez. 1965  | NATO                          | 11. Juni 2025 |
| Deutscher Militärischer Vertreter (DMV) im NATO-Militärausschuss und im EU-Militärausschuss, Brüssel, Belgien         | Generalleutnant   | Wolfgang Wien     | 28. März 1963 | NATO/EU                       | 1. Okt. 2023  |
| Kommandeur Joint Support and Enabling Command und Multinationales Kommando Operative Führung, Ulm, Deutschland        | Generalleutnant   | Kai Rohrschneider | 4. März 1964  | NATO/EU                       | 1. Okt. 2024  |
| Deputy Chief of Staff CIS and Cyber Defence SHAPE, Mons, Belgien                                                      | Generalmajor      | Frank Schlösser   | 1. Okt. 1962  | NATO                          | März 2021     |
| Deputy Chief of Staff Support, Allied Joint Force Command Naples                                                      | Generalmajor      | Wilhelm Grün      | 26. Feb. 1959 | NATO                          | Sep. 2022     |
| Chief of Staff, I. Deutsch-Niederländisches Corps, Münster                                                            | Brigadegeneral    | Stefan Geilen     | 17. Jan. 1962 | Heer/multinationales Korps    | 1. Apr. 2021  |
| Chief of Staff Operation Eurokorps, Straßburg, Frankreich                                                             | Brigadegeneral    | Kay Brinkmann     | 19. Dez. 1961 | Heer/multinationales Korps    | Juli 2023     |
| Deputy Chief of Staff Plans Multinationales Korps Nord-Ost, Stettin, Polen                                            | Brigadegeneral    | Ullrich Spannuth  | 21. Jan. 1964 | Heer/multinationales Korps    | Juli 2023     |
| Stellvertretender Kommandeur Headquarters Rapid Reaction Corps France in Lille, Frankreich                            | Generalmajor      | Georg Klein       | 26. Juli 1961 | Heer/multinationales Korps    | Sep. 2022     |
| Deputy Director and Chief of Staff of the Military Planning and Conduct Capability (MPCC)                             | Generalmajor      | Werner Albl       | 11. Sep. 1965 | Heer/multinationales Korps    | 31. Aug. 2022 |
| Commander Surface Forces NATO and Deputy Chief of Staff Operation at NATO Maritime Command, Northwood, Großbritannien | Flottillenadmiral | Stefan Pauly      |               | NATO                          | Juni 2022     |
| Director of Academic Plans & Policy am NATO Defense College, Rom, Italien                                             | Brigadegeneral    | René Leitgen      | 18. Okt. 1959 | NATO                          | Juni 2022     |
| Generalmanager NATO Airborne Early Warning and Control Programme Management Agency (NAPMA), Brunssum, Niederlande     | Brigadegeneral    | Stefan Neumann    | 14. Dez. 1966 | NATO                          | 1. Jan. 2025  |
| Abteilungsleiter 2 (Militärpolitik) Deutsche Vertretung NATO, Brüssel, Belgien                                        | Brigadegeneral    | Marcus Ellermann  | 1967          | NATO                          | 1. Okt. 2017  |
| Chef des Stabes beim Deutschen Militärischer Vertreter im NATO-Militärausschuss und der EU                            | Brigadegeneral    | Andreas Durst     | 24. Apr. 1966 | NATO                          | 19. Jan. 2021 |
| Director CIS Support Units bei der NATO Communications and Information Agency                                         | Brigadegeneral    | Ralf Hoffmann     | 27. Juli 1963 | NATO                          | Okt. 2021     |

## Deutsche Generale und Admirale bei oder in anderen Organisationen
| Dienstposten                                                          | Dienstposten                                           | Dienstposten      | Inhaber        | Inhaber       | Inhaber       | Inhaber |
| Bezeichnung                                                           | Organisation                                           | Dienstgrad        | Name           | Geburtstag    | Dienstantritt |         |
| --------------------------------------------------------------------- | ------------------------------------------------------ | ----------------- | -------------- | ------------- | ------------- | ------- |
| Vizepräsident und Dienstältester Offizier                             | Bundesnachrichtendienst, Berlin                        | Generalmajor      | Dag Baehr      | 30. Aug. 1965 | Sep. 2023     |         |
| Bereichsleiter Beschaffung                                            | Bundesnachrichtendienst, Berlin                        | Brigadegeneral    | Joachim Smola  | 30. Okt. 1961 | Okt. 2022     |         |
| Leiter Civil-Military Coordination                                    | EUROCONTROL, Brüssel, Belgien                          | Generalmajor      | Karsten Stoye  | 23. Mai 1962  | 1. Okt. 2021  |         |
| Chief Executive                                                       | European Defence Agency, Brüssel, Belgien              | Generalmajor      | André Denk     | 20. Okt. 1967 | Juni 2025     |         |
| Chef des Stabes                                                       | European Air Transport Command, Eindhoven, Niederlande | Brigadegeneral    | Frank Best     | 3. Juni 1961  | 4. Okt. 2023  |         |
| Military Advisor der EU-Delegation in USA und Kanada, Washington D.C. | Europäische Union                                      | Flottillenadmiral | Henning Faltin | 22. Jan. 1966 | Feb. 2023     |         |

## Deutsche Generale und Admirale im Militärattachédienst
Derzeit sind fünf Dienstposten für Militärattachés für die Besetzung mit Brigadegeneralen oder Flottillenadmiralen vorgesehen.
| Dienstposten | Dienstposten      | Inhaber               | Inhaber       | Inhaber       | Inhaber |
| Ort | Dienstgrad        | Name                  | Geburtstag    | Dienstantritt |         |
| --- | ----------------- | --------------------- | ------------- | ------------- | ------- |
| Deutsche Botschaft Peking, Peking, Volksrepublik China                                                                           | Brigadegeneral    | Bernhard Altersberger |               | 1. Sep. 2023  |         |
| Deutsche Botschaft Paris, Paris, Frankreich                                                                                      | Brigadegeneral    | Markus Reinhardt      |               | Sep. 2023     |         |
| Deutsche Botschaft London, London, Großbritannien                                                                                | Brigadegeneral    | Torsten Gersdorf      | 13. Aug. 1961 | 1. Sep. 2023  |         |
| Deutsche Botschaft Moskau, Moskau, Russland                                                                                      | Brigadegeneral    | Holger de Groot       | 9. Aug. 1964  | 1. Sep. 2021  |         |
| Deutsche Botschaft Washington, D.C., Washington, D.C., USA                                                                       | Flottillenadmiral | Axel Ristau           |               | 1. Jan. 2023  |         |
| Leiter des Arbeitsbereichs Militärpolitik bei der Ständigen Vertretung der Bundesrepublik Deutschland bei der Europäischen Union | Flottillenadmiral | Jens Beckmann         | 1961          | 1. Apr. 2021  |         |